# Swatawa von Polen
Swatawa von Polen (polnisch Świętosława, tschechisch Svatava Polská; * vor 1050; † 1. September 1126) war die zweite Gemahlin des böhmischen Königs Vratislav II. und die erste böhmische Königin.

## Leben

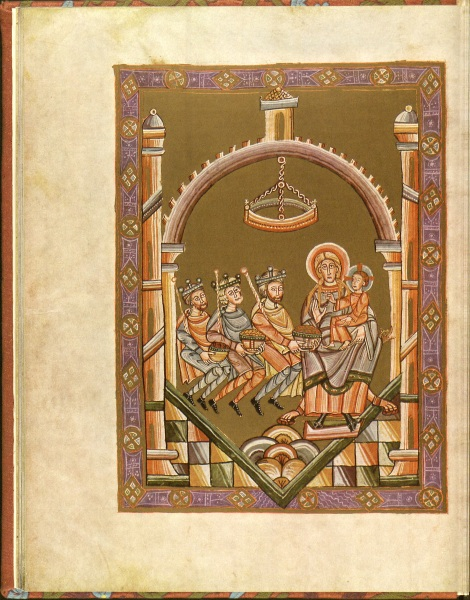
Eine Seite des Codex Vyšehradensis. Die Prachthandschrift wurde 1085 anlässlich der Krönung Vratislavs und Swatawas angefertigt.

Sie wurde vor 1050 als Tochter des polnischen Herrschers Kasimir I. Karl und seiner Frau Maria Dobronega, Tochter des Großfürsten Wladimir I. von Kiew, geboren. Dubravka, ihre Ururgroßmutter väterlicherseits, war Tochter des Přemysliden-Fürsten Boleslav I. Swatawa war also weitläufig mit den böhmischen Herrschern verwandt. Sie heiratete etwa fünfzehnjährig im Winter 1062, ein Jahr nach dem Ableben von Vratislavs II. erster Ehefrau Adelheid von Ungarn. Vratislav hatte zu diesem Zeitpunkt bereits vier Kinder. Um 1063 kam aus  der zweiten Ehe Sohn Boleslav hinzu, dem noch Bořivoj, Vladislav, Soběslav und Judith folgten.
Ostern 1085 erhielt  Vratislav II., seit 1055 Herzog von Olmütz, von Heinrich IV. in Mainz die Königskrone ad personam als Vratislav I (erster) König von Böhmen. Im Juni wurde er zusammen mit seiner Ehefrau in Prag vom Trierer Erzbischof Egilbert gekrönt und gesalbt. Swatawa wurde so die erste böhmische Königin. Sie unterstützte die Einrichtung und den Bau des neuen Kollegiatkapitels auf dem Vyšehrad und stattete es großzügig mit Ländereien aus, unter anderem mit einem Gebiet um das Städtchen Dolní Kralovice an der Želivka, das nach der ursprünglichen Besitzerin den Namen Svatavin újezd erhielt.
Nach dem Tod Vratislavs 1092 lebte sie noch 34 Jahre als Witwe in Böhmen. Sie war an der Schlichtung der Streitigkeiten ihrer Söhne Vladislav und Soběslav beteiligt. Nach der Chronica Boemorum spielte sie 1125 sogar die entscheidende Rolle bei der Schlichtung eines Erbfolgestreits, der sich zum Krieg auszuweiten drohte. Vladislav I., damals todkrank, bestimmte seinen Cousin Otto II. zum Nachfolger. Dieser war älter als der eigene Bruder Soběslav. Die Königin mischte sich ein und machte die Entscheidung rückgängig. Mit dem Spruch „das Hemd ist näher als der Mantel“ lässt sie der Chronist für ihren Sohn Partei ergreifen. Nachfolger und gesetzlicher Vertreter der Kinder Vladislavs wurde Soběslav I. Swatawa hatte nach dem Tod ihres Mannes sechs nachfolgende Herrscher Böhmens erlebt, darunter drei eigene Söhne als Herzöge und Fürsten von Böhmen. Obwohl keiner dieser Herrscher die Königswürde wiedererlangte, behielt sie zeit ihres Lebens den Titel einer Königin bei.